# Alexandra Burghardt
Alexandra Burghardt (Mühldorf, 28 de abril de 1994) es una deportista alemana que compite en bobsleigh y atletismo.
Participó en dos Juegos Olímpicos de Verano, en los años 2020 y 2024, obteniendo una medalla de bronce en París 2024, en la prueba de 4 × 100 m. Además, compitió en los Juegos Olímpicos de Pekín 2022, obteniendo una medalla de plata en la prueba de bobsleigh doble (junto con Mariama Jamanka).
Ganó una medalla de bronce en el Campeonato Mundial de Atletismo de 2022 y una medalla de oro en el Campeonato Europeo de Atletismo de 2022, ambas en el relevo 4 × 100 m.

## Palmarés internacional
| Juegos Olímpicos | Juegos Olímpicos | Juegos Olímpicos | Juegos Olímpicos |
| Año              | Lugar            | Medalla          | Prueba           |
| ---------------- | ---------------- | ---------------- | ---------------- |
| 2022             | Pekín (China)    | Medalla de plata | Doble            |

| Juegos Olímpicos   | Juegos Olímpicos        | Juegos Olímpicos  | Juegos Olímpicos |
| Año                | Lugar                   | Medalla           | Prueba           |
| ------------------ | ----------------------- | ----------------- | ---------------- |
| 2024               | París (Francia)         | Medalla de bronce | 4 × 100 m        |
| Campeonato Mundial |                         |                   |                  |
| Año                | Lugar                   | Medalla           | Prueba           |
| 2022               | Eugene (Estados Unidos) | Medalla de bronce | 4 × 100 m        |
| Campeonato Europeo |                         |                   |                  |
| Año                | Lugar                   | Medalla           | Prueba           |
| 2022               | Múnich (Alemania)       | Medalla de oro    | 4 × 100 m        |